# Agrainage
L’agrainage (qui inclut la notion d'alimentation de diversion) est une pratique cynégétique consistant à nourrir des animaux sauvages, dans leur environnement naturel (ex : forêt) ou anthropisé (champs, parcs...).  Le mot « agrainage » est plutôt réservé aux sangliers, mais il est parfois utilisé pour les cervidés ou les oiseaux chassables. 

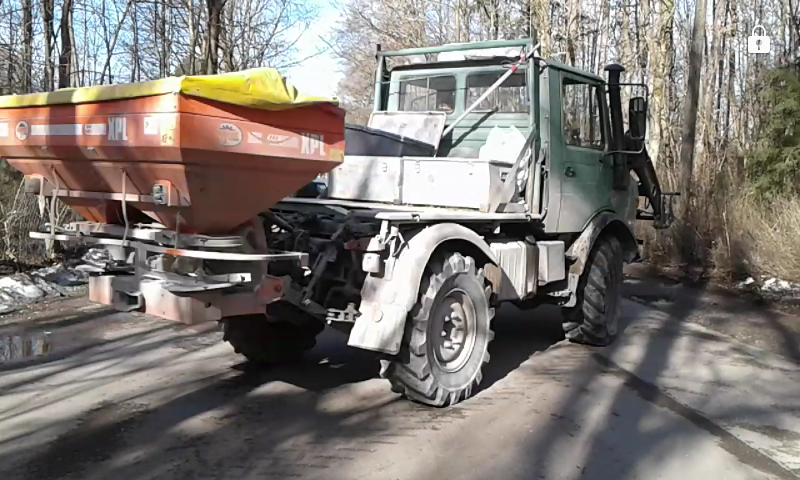
« Unimog » équipé pour la dispersion de grains de maïs pour agrainer les sangliers, dans la "ceinture verte" de Munich dans une forêt domaniale (37,09 km²) qui est aussi une zone de détente pour les Munichois (Forstenrieder Park) ; Contrairement à l’agrainage à but « cynégétique » pratiqué à poste fixe, l’agrainage dissuasif doit être réalisé de manière diffuse et linéaire, ce qui nécessite souvent un véhicule.

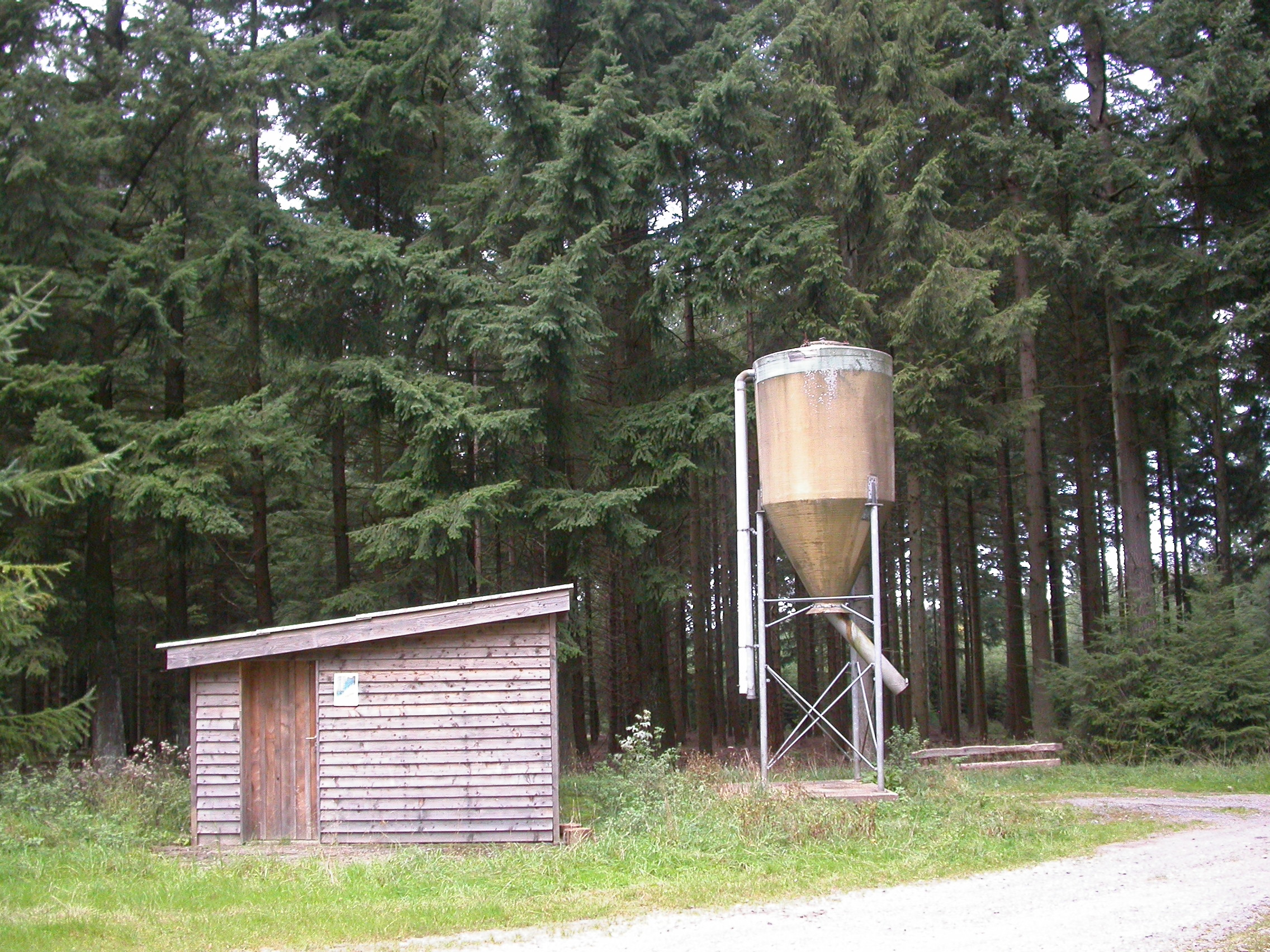
Petit hangar de stockage et silo à grain (Wallonie, Belgique)

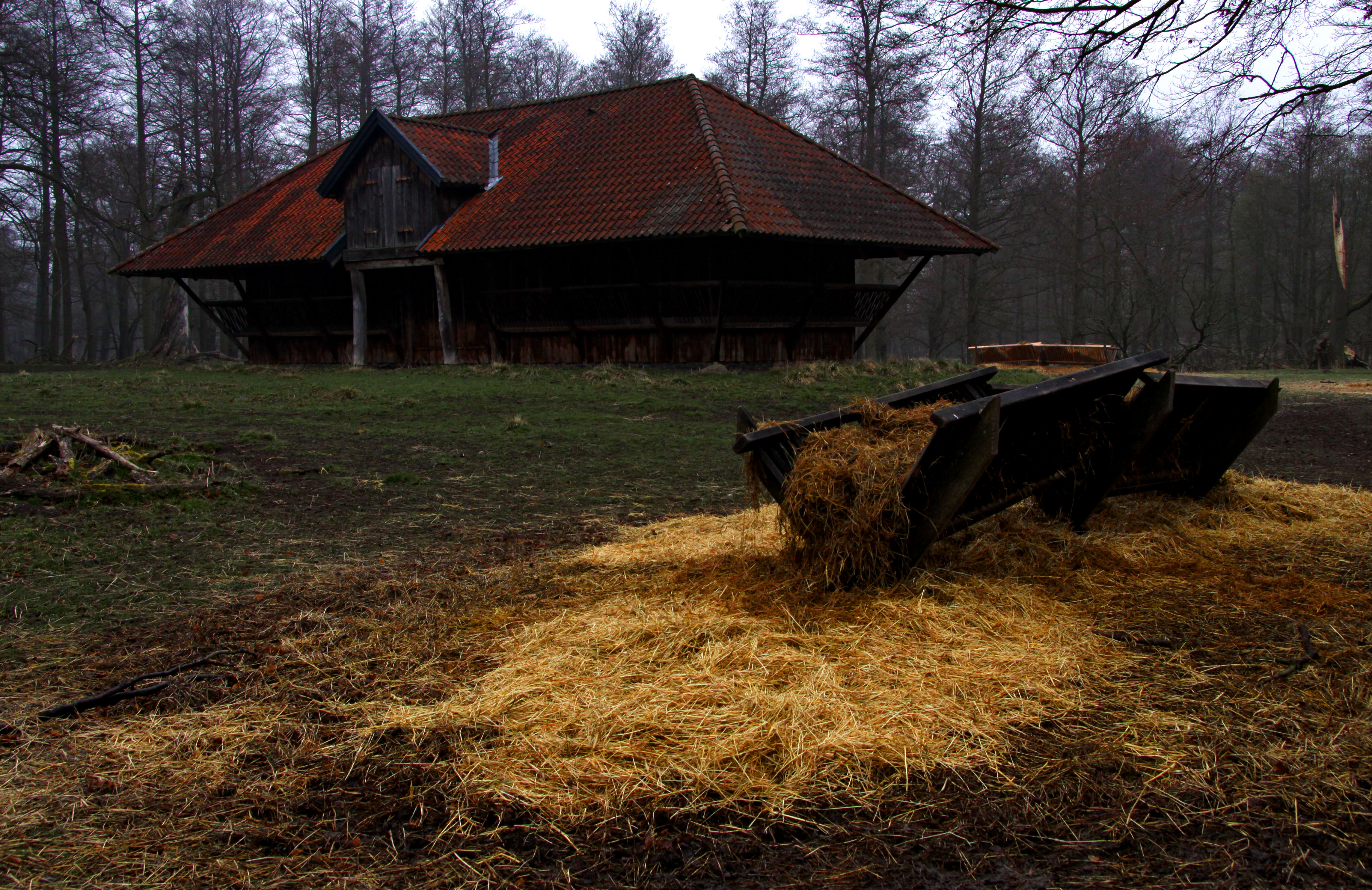
Zone d'agrainage et d'affouragement à Klampenborg (côte nord de Copenhague) / Dyrehaven (Danemark)

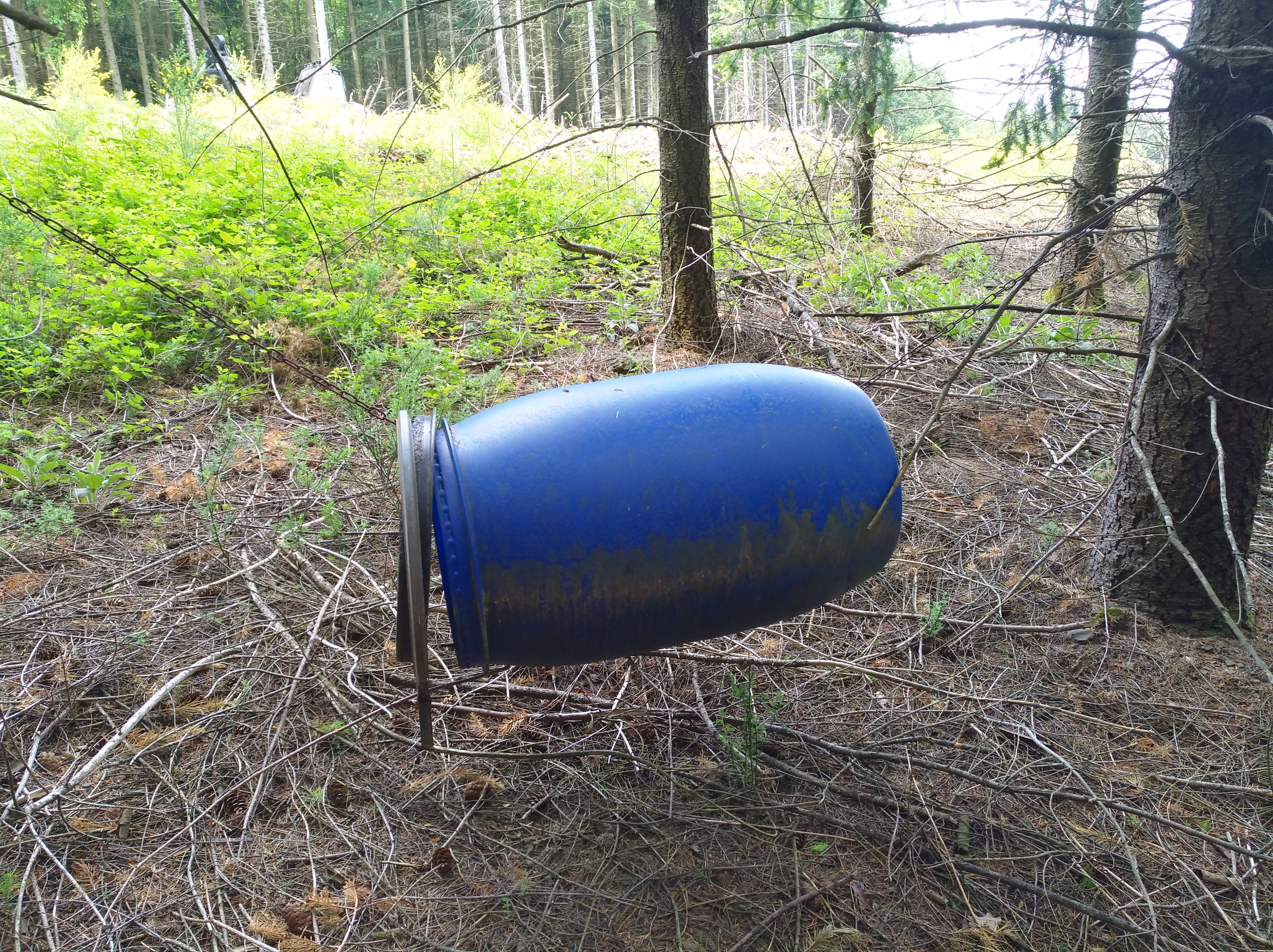
Exemple d'agrainoir artisanal pour sangliers en lisière d'une parcelle de douglas (Pseudotsuga menziesii), à Mardore (commune de Thizy-les-Bourgs, Rhône, France)

Dans la plupart des régions d'Europe, de fortes augmentations démographiques sont constatées chez le sangliers et certains cervidés depuis quelques décennies. L'agrainage abondamment pratiqué dans les années 1980/1990 y a contribué, en « suralimentant » une partie de la faune sauvage, en perturbant les équilibres écologique et sylvocynégétique, tout en accroissant le risque et la rapidité d'une diffusion d'épidémies (dont d'éventuelles zoonoses ; on a récemment montré aux États-Unis que la pierre à sel et l'agrainage sont deux des causes probables d'une large diffusion du SARS-CoV-2 chez le Cerf de Virginie.
En termes de bilan global ou de coûts-avantages, depuis les années 1990 au moins, le bilan avantages/inconvénients et les modalités de l'agrainage, et son efficacité dissuasive dans un grand nombre de cas, sont de plus en plus discutés, notamment en raison de son coût, mais aussi pour des questions nutritionnelles, d'éthique environnementales et écosystémiques ; en effet, il a plusieurs effets pervers démontrés sur les populations animales et sur leur santé, autant que sur la forêt (équilibre sylvocynégétique), sachant qu'il n'existe pas encore de méthode fiable pour évaluer le point d'équilibre. 
En France cette pratique est plus réglementée qu'autrefois, et son intérêt discuté, sauf là et quand on a fait la preuve de son utilité, et à certaines conditions.

## Sémantique
Étymologiquement, il s'agit de mettre à disposition du grain (blé, orge, seigle, maïs…), mais par extension, cette expression recouvre aussi une alimentation par d'autres types de nourriture.

## Espèces cibles et espèces non-cibles
Au début du XXIe siècle, sauf une étude publiée par Hug en 2003 sur les pratiques illégales d'alimentation complémentaire utilisée pour la chasse dans certaines aires naturelles protégées , aucune étude n'avait porté sur l'impact direct de l'alimentation complémentaire sur l'habitat naturel lui-même, ni sur d'autres communautés d'animaux que les espèces-cibles. Les études montrent ensuite que ces effets existent et qu'ils ne sont pas négligeables, au point de parfois rendre l'agrainage contre-productif.

### Espèces cibles
L'agrainage vise dans la plupart des cas, avec plus ou moins de succès, une ou plusieurs espèces cibles d'intérêt cynégétique :
- des oiseaux tels que faisans ou perdrix ;
- des mammifères tels que cervidés et sangliers (qui est l'espèce la plus fréquemment ciblée).

Dans certains cas particuliers et expérimentaux, d'autres espèces peuvent être ciblées par des aliments de diversion, avec par exemple :
- l'écureuil Tamiasciurus hudsonicus qu'on a expérimentalement de 1989 à 1991, en Colombie-Britannique, complémenté en graines de tournesol (fortement dispersées au sol et à large échelle, d'abord à la main, puis par avion), pour qu'il cesse d'écorcer les pin Pinus contorta cultivés en monoculture intensive[9]. Le taux d'arbres écorcés a diminué (passant de 57,5 % à 11,3 % de pins endommagés dans la zone expérimentale), et la population d'écureuils ne semble avoir été renforcée que temporairement (sur les 3 ans d'étude)[9] ;
- des rapaces pour qu'ils attaquent moins de nids ou d'oisillons de Grand Tétras[10] par exemple ;
- l'ours noir qui en période de disette peut écorcer les conifères pour en manger l'aubier, ours qui s'est vu dans ce cas proposer des pellets en alternative à l'aubier, ce qui a fonctionné jusqu'à ce que les baies commencent à mûrir[11]. Dans les contextes d'exploitation forestière, les coûts de cette alimentation alternative sont remboursés par de moindres dommages aux arbres[12].

### Espèces non-cibles
Des caméras automatiques montrent que de nombreuses espèces-non cibles profitent des agrainoirs (parfois concurrentes de l'espèce-cible). A titre d'exemple, 14 espèces de mammifères et 18 espèces d'oiseux ont été filmées parmi 6 558 déclenchement de la caméra en 490 jours de surveillance d'agrainoirs destinés à alimenter le colin de Virginie et la caille  (deux espèces en déclin). Dans ce cas, les colins n'ont représenté que 7,3 % des visites, et les cailles 11,3 % . 43,2 % des visiteurs de l'agrainons étaient des ratons laveurs (Procyon lotor, omnivore concurrent de la caille pour son alimentation et prédateur potentiel des nids de cailles et d'autres espèces), et 32,5 % des visites étaient des oiseaux non-gibiers (le taux de fréquentation ne reflète pas la quantité d'aliments consommés, mais la grande majorité des aliments a ici été mangée par des espèces non-ciblées, raton laveur principalement).

## Aliments utilisés
Ils varient selon l'espèce cible, avec notamment : 
- foin, granulés, betteraves, carottes ou avoine pour les cervidés (chevreuil, cerfs, daim..)
- céréales (maïs principalement), pomme de terre, pomme... pour le sanglier.

Pour des raisons de biosécurité, les déchets alimentaires sont maintenant dans la plupart des pays totalement interdits. 
La nourriture peut être déposée au sol (concentrée, ce qui n'est pas recommandé, ou dispersée), ou rendue disponible via un distributeur, dit « agrainoir », plus ou moins sophistiqué (en particulier quand l'agrainage cible une espèce particulière).

## Les agrainoirs
Ils sont le plus souvent bricolés sur place avec des bidons de plastique issus de la récupération et des tôles pour les protéger de la pluie.

Certains types d'agrainoirs (entourés d'une clôture électrique par exemple) peuvent assez efficacement empêcher certaines espèces d'accéder à la nourriture au profit de l'espèce ciblée.

## Objectifs
L'agrainage a plusieurs objectifs, complémentaires ou contradictoires :

### Nourrir des animaux
Il peut s'agir d'aider des animaux menacés, éventuellement migrateurs de passage ou espèces chassables en forte régression, telles que la perdrix en Europe, le Colin de Virginie (Colinus virginianus) ou la caille Callipepla squamata aux États-Unis. Il peut aussi s'agir, parfois massivement et à grande échelle, de nourrir des espèces-gibier déjà abondantes pour « augmenter leur densité », leur poids corporel et/ou la qualité des trophées, parfois toute l'année, dans des auges et souvent dans d'autres dispositifs d'agrainage, pour les fixer sur un site où ils seront plus faciles à chasser ou pour les nourrir dans un enclos de chasse, où ils manqueraient rapidement de nourriture sans cet apport artificiel.

### Appâter
Cette pratique a été très utilisée pour le tir à l'affût (parfois pour compléter d'autres modes de chasse devenus insuffisamment « efficaces », par exemple, à cause d'un manque de chasseurs et/ou de rabatteurs, d'un contexte urbain ou à risque d'accident de chasse dans une forêt très fréquentée), ou pour effectuer des tirs sélectifs. 
Cette solution n'est pas durable, car une partie des chevreuils et sangliers apprennent vite à reconnaitre un site qui serait trop « dangereux » pour eux. 
Dans une partie de l'Europe, l'appâtage à des fins de chasse récréative a été interdit (ex : en France, sauf dérogation ou Belgique), mais il est  autorisé et très utilisé, surtout pour le sanglier, en Allemagne, au Luxembourg (et en Alsace) où des appâts sont déposés, une fois par jour ou tous les deux jours devant des pylônes ou postes de tir,,. 
L'appâtage est localement très utilisé par des "gestionnaires" de territoires de chasse pour maintenir le gibier dans leur territoire, en lui fournissant des appâts tout au long de l'année (ou plus souvent, pour des raisons de coût, peu avant l'ouverture de la chasse ou avant des battues  (Kaberghs 2004). Ce type d'alimentation peut entraîner une concurrence entre les chasseurs occupant des zones de chasse adjacentes, entraînant la distribution de grandes quantités de nourriture sur des périodes prolongées (Kaberghs 2004). 
Exceptionnellement, des appâts sont utilisés pour piéger ou endormir des animaux ou les attirer là où des fléchettes narcotiques peuvent être plus facilement tirées (par exemple pour marquer un animal, l'équiper d'une balise, l'étudier, etc.). Il ne s'agit alors pas de tuer l'animal ; agrainer pour attirer à des fins d'observation et/ou de capture dans un corral ou une cage ou un autre type de piège (pour des raisons de suivi scientifique par exemple). Le sanglier semble peu gêné par l'éclairage. L'utilisation de somnifères et de téléanesthésie est également possible pour limiter les blessures et de stress pour l'animal.

### Agrainage «de dissuasion» ou «de diversion»
Il concerne surtout le sanglier, qu'il s'agit alors de nourrir régulièrement en des points fixes et habituels, et de manière diffuse pour qu'il passe du temps à trouver des aliments qu'il apprécie et évite d'aller manger (et « retourner » le sol) sur d'autres territoires (prairies permanentes, champs, vignobles), au risque de contribuer à augmenter sa démographie et celle d'espèces indésirables (rongeurs) si trop de nourriture est offerte. 
Parfois, en forêt privée ou publique, des cultures cynégétiques sont directement implantées dans des clairières crées en forêt. Ainsi, il n'est pas nécessaire de distribuer la nourriture, mais le risque est cette fois d'habituer les animaux à consommer du maïs ou d'autres plantes appétentes qu'ils pourraient ensuite aller rechercher dans les zones agricoles. Il convient aussi d'utiliser un site propre (ex. : En forêt de Verdun et dans d'autres forêts de guerre de la zone rouge, de nombreuses billes de plomb toxique (shrapnells) et des obus non explosés, à demi apparents ont été trouvés sur des sites d'agrainage) ;

### Appâter pour vacciner
Ce cas est beaucoup plus rare, cette solution s'est montré extrêmement efficace contre la rage chez le renard en Europe ;

### Fournir du sel ou d'autres minéraux
Les pierres à sel sont souvent disposées en hauteur et les animaux lèchent ensuite le sel solubilisé par la pluie,.
L'objectif le plus cité est la prévention des carences alimentaires mais d'autre raison sont parfois citées, telle qu'empêcher les animaux d'ingérer le sel de déneigement (qui est parfois un déchet salin, ou du chlorure de calcium toxique, et qui attirerait les animaux sur un axe où il risque la collision avec un véhicule. 
Le sel peut aussi servir à attirer les animaux à des fins de chasse (il s'agit alors d'une forme d'appât, voir ci-dessus). 
Dans certaines régions, la supplémentation en minéraux vise à améliorer la qualité des trophées de chasse, avec l'espoir d'améliorer la beauté des bois des chevreuils et de cerfs . Les pierres à lécher peuvent être fabriquées avec des déchets d'abattoir riches en minéraux (os, corne...), avec le risque de transmission de prions infectieux si le traitement thermique n'a pas été suffisant (ex : Chronic wasting disease quand les abattoirs traitaient sans précaution suffisante un grand nombre d'animaux potentiellement porteurs de la vache folle)

### Nourrissage d'urgence
Il s'agit alors de nourrir des animaux pour éviter leur détresse alimentaire ou la famine (par exemple en cas de froid exceptionnel ou de sécheresse ou après un incendie de forêt),. Ce type de supplémentation doit être réfléchi, car au sein des espèces sauvages, la famine est un facteur normal de sélection naturelle (quand une ressource alimentaire manque, la mortalité qu'elle induit équilibre les effets démographique positif des années d'abondance alimentaire, comme on l'a notamment montré en forêt de Białowieża, où pour protéger le Bison dont l'effectif est encore très réduit en Europe et qui peut aussi écorcer les arbres pour se nourrir, il bénéficie cependant d'une supplémentation alimentaire en hiver).

## Efficacité des agrainages de dissuasion?
L'agrainage semble dissuasif quand il s'agit d'éloigner les animaux de routes, mais il ne s'est généralement pas montré efficace (voire il a été contre-productif) pour réellement protéger les nids d'oiseaux au sol (ou proches du sol) d'attaques de prédateurs,,. Et malgré de nombreuses évaluations, on manque également de preuves concernant son effet dissuasif sur l'aboutissement de jeunes arbres par le cerf (et plus encore pour l'orignal). Selon le contexte on observe de grandes variations des dommages par broutage de tiges ou pousses supérieurs de jeunes arbres par les cervidés ; par exemple pour Alces alces, Capreolus capreolus, Cervus elaphus et Dama dama. Une étude sur les dégâts sur le pin sylvestre (Pinus sylvestris) a trouvé que la disponibilité en fourrage naturel alternatif expliquait mieux ces variations que la présence/absence d'un agrainage/affouragement (ensilage, offre de légumes-racines) supposé dissuasif. La conservation ou restauration d'un fourrage naturel approprié est recommandée par les auteurs de cette étude. La création d'un tel « fourrage naturel » est également recommandée par rapport à l'alimentation complémentaire en raison des cobénéfices pour la biodiversité forestière et les services écosystémiques.
Si l'agrainage vise à maintenir le grand-gibier dans des bois afin qu'ils ne dégradent pas les cultures ou jardins périphériques, il « nécessite d'éviter les perturbations dans les bois concernés. Par conséquent, la chasse aux stations d'alimentation serait contre-productive ». À l'ONC, sur la base d'expérimentations,  Vassant et al., dès 1987 suggèrent que les stations d'alimentation devraient toujours être  disposées à plus de 500 m, et plus loin encore si possible, des limites des champs. L'agrainage dissuasif pour le sanglier ne devrait en outre être pratiqué que les années sans glandées ni production de faines,, car, comme le montrent les observations et analyses de contenus stomacaux les animaux préfèrent les glands et les faînes aux cultures agricoles ou à l'alimentation complémentaire.
Pour diverses raisons, il faut éviter d'artificiellement fortement concentrer des individus ou groupes. Pour cela Putman & Staines (2004) proposent de disperser les mangeoires destinées aux cervidés, pas trop près les unes des autres. Le maïs destiné aux sangliers devrait être dispersé en grain sur des surfaces minimales de 10 mx 200 m. Pour empêcher les dominants de trop monopoliser un site d'alimentation, faire avancer le groupe quand il est rassasié et empêcher les membres subordonnés du groupe de se nourrir plus tard dans les champs et de causer ainsi des dégâts importants. Vassant (1994), Julien & al. (1988) et Happ (2002) recommandant aussi de disposer une partie de la nourriture derrière une clôture uniquement franchissable par de petits individus (qui pourront alors manger sans conflit avec les dominants).  Briedermann (1986) recommande d'enterrer ou de couvrir la nourriture, ou de ne la rendre disponible que le soir (le sanglier mangeant essentiellement de nuit), ce qui expose cette nourriture aux rongeurs, mais limite les « pertes » dues aux oiseaux granivores qui ne nourrissent surtout de jour.
Alors que l'on pensait que la prédation du renard roux (Vulpes vulpes) sur les faons du chevreuil (Capreolus capreolus) pouvait expliquer une faible démographie du chevreuil, une expérience cynégétique a consisté à offrir au renard une alimentation supplémentaire durant la courte et critique période de mise bas des chevreuils dans une zone où des chevreuils radiomarqués vivaient à proximité des tanières de renard, et ce « à une échelle de gestion réaliste (c'est-à-dire la taille d'un grande zone de chasse ; ∼65 km2) ». Les renards ont bien trouvé et consommé la nourriture fournie, mais les auteurs de l'étude n'ont « observé aucune tendance à l'augmentation du recrutement des chevreuils », concluant que l'alimentation supplémentaire des renards roux lors de la période de mise bas du chevreuil « n'est pas une solution à ce problème de gestion, du moins pas à l'échelle de gestion choisie et avec les niveaux actuels de prédation par le renard roux ».
Pour réduire la prédation du Busard Saint-Martin (Circus cyaneus) sur les poussins de lagopède des saules (Lagopus lagopus scoticus au Royaume-Uni, Redpath et al. (2001) ont utilisé une alimentation de diversion constituée de rats morts et de poussins de coq. L'étude montre que cette prédation a été réduite de 86% de la part des  busards Saint-Martin, mais la mortalité des poussins de tétras est restée élevée, probablement parce que d'autres prédateurs ont pris les poussins de tétras à la place. De plus, il a été reconnu qu'une alimentation dissuasive, surtout si elle est effectuée toute l'année, pourrait augmenter le succès de reproduction ou la densité de population du prédateur, aggravant ainsi le problème au lieu de le réduire.

## Effets pervers

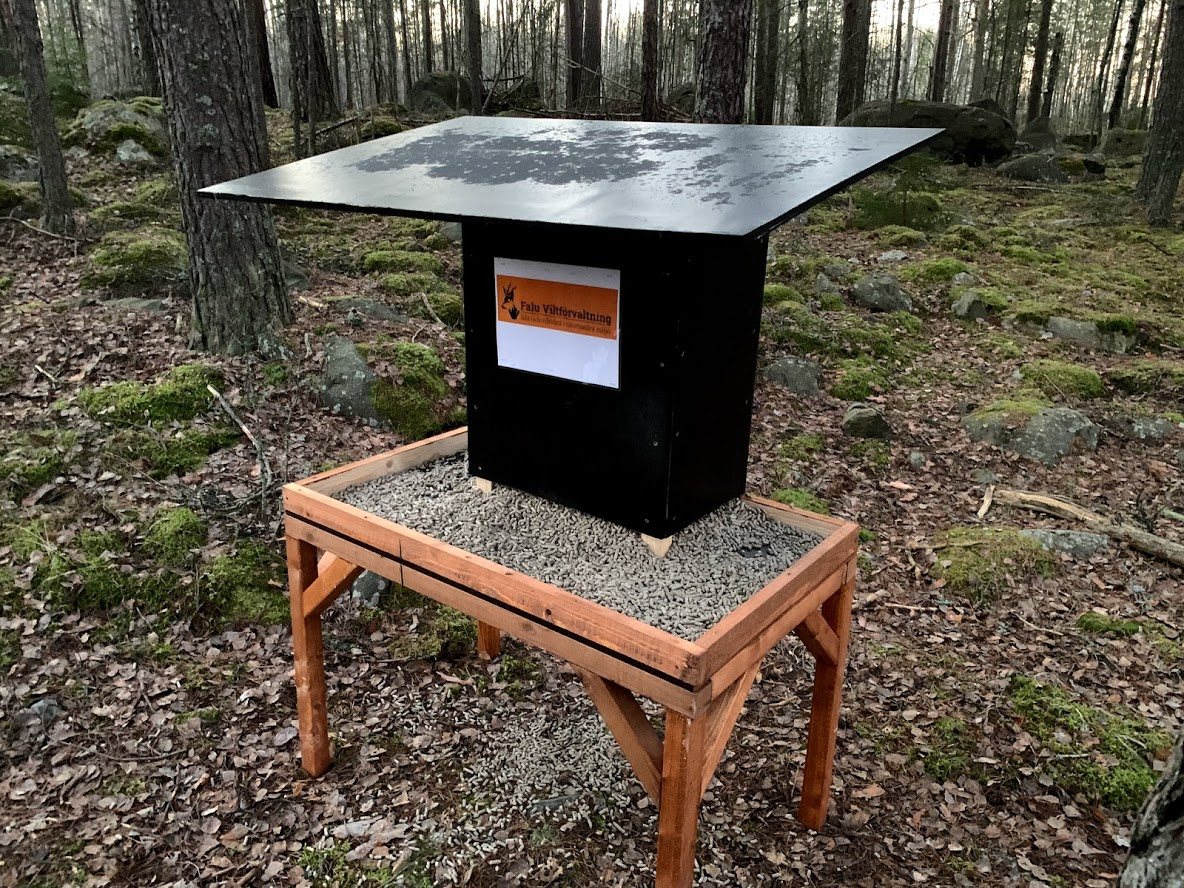
Petite station d'agrainage distribuant de la nourriture (granulés) dont beaucoup restent au sol à disposition des rongeurs

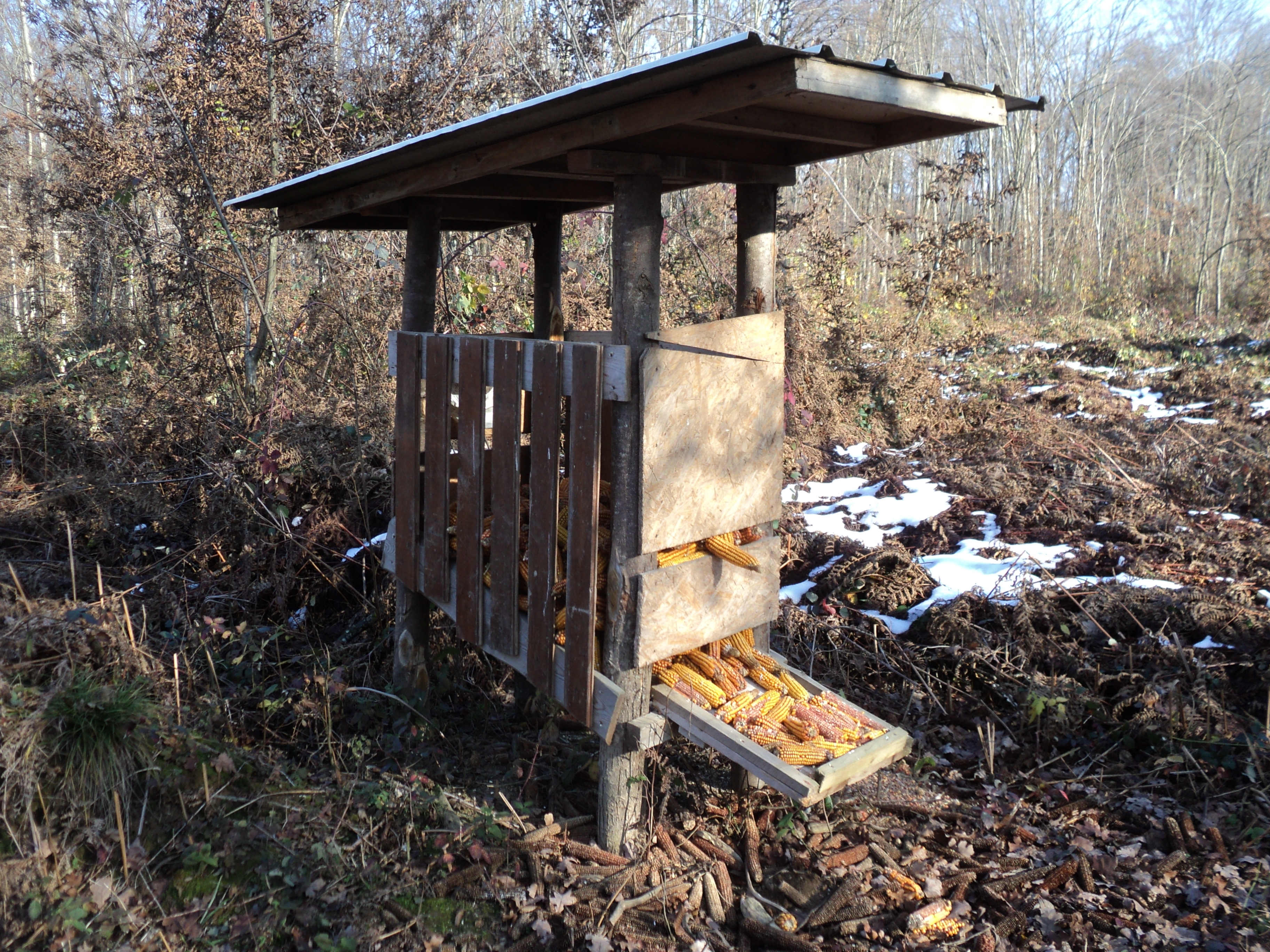
Distributeur d'épis de maïs, dont une partie tombent au sol, disponible pour les rongeurs et d'autres espèces non ciblées

Les auteurs d'une revue d'études internationale publiée en 2014, ont « trouvé des preuves claires que l'alimentation complémentaire améliorait la reproduction et la croissance de la population dans certaines conditions » mais ils n'ont trouvé que « des preuves limitées de l'efficacité de l'alimentation de diversion pour protéger les cultures, la foresterie et les habitats naturels, avec des effets positifs souvent compromis par l'augmentation de la densité d'ongulés ». Selon ce travail, « des conflits sont apparus entre les acteurs qui bénéficient du nombre élevé d'ongulés et ceux qui en subissent les coûts. L'alimentation supplémentaire ou de diversion peut potentiellement atténuer les conflits tout en maintenant les rendements des récoltes, mais peut avoir des implications sur la conservation de la nature ». Les scientifiques auteurs de ce bilan ont exhorté « les gestionnaires à prendre au sérieux les risques ainsi que les enjeux économiques et éthiques avant de décider de nourrir les ongulés ».
En effet, un agrainage s'il est excessif s'apparente à un élevage extensif et peut contribuer à des surpopulations nuisibles des animaux cibles, (ou d'animaux « non ciblés » dans le cas des rongeurs et d'autres espèces opportunistes qui trouvent une nourriture facile sous les agrainoirs). Le constat est que les plans de chasse instaurés par les chasseurs dans les années 1960/1970 en Europe et dans certains États d'Amérique du Nord, en plus des réintroductions locales de gibier, associées à des dizaines de milliers de points d'agrainage ont permis le développement d'un important cheptel de cervidés et de sangliers, qui a même largement dépassé les espérances des chasseurs et des sylviculteurs (qui tirent souvent un revenu secondaire mais important des baux de chasse). Cependant, cette population-gibier, qui a parfois des bases génétiques appauvries, a de plus grandi au point de faire d'importants dégâts dans les cultures et dans les forêts, posant des déséquilibres sylvocynégétiques, en devenant source de risques épidémiologiques (par exemple, la peste porcine) et d'accidents de circulation (par évitement ou collisions sanglier-véhicule notamment), et les dégâts du gibier sont en forte augmentation en Europe, et notamment en France).
Bien que visant à contribuer à limiter les dégâts aux cultures, l’agrainage, s'il est pratiqué trop abondamment, notamment près des lisières, peut en fait involontairement les exacerber via les pullulations de rongeurs, de sangliers et de chevreuils ; il augmente aussi d'autres risques, comme les risques sanitaires. En effet, toute tentative de sédentariser une population animale sauvage expose cette population à un risque accru de parasitoses et de maladies infectieuses contagieuses, éventuellement transmissibles à l'homme (zoonoses) : « la technique est efficace pour limiter les dégâts au moment des semis ou des récoltes, mais elle se transforme souvent en nourrissage à l’année, une dérive qui alimente le cycle prolifique de la reproduction ».
Ainsi, quand l'agrainage est trop et/ou mal pratiqué (apports concentrés en quelques points, dépôts au sol, distributeurs non spécifiques), il a des effets involontaires, « généralement complexes, impliquant des changements dans la démographie, le comportement et la végétation avec des effets en cascade conséquents sur d'autres niveaux trophiques, ainsi que des risques exacerbés de transmission de maladies. L'augmentation de la densité d'ongulés est le principal moteur de ces effets involontaires, dont les conséquences ont tendance à augmenter avec la longévité de l'alimentation et à affecter un éventail de parties prenantes ». 
Les conséquences indésirables les plus citées sont :
- explosions démographiques de sangliers et/ou cervidés[26] (et accroissement des dégâts du gibier et risques de collision associés) ;
- altération de comportements migratoires normaux (chez les ongulés)[43] ;
- altération des comportements alimentaires normaux et dégradation (par abroutissement et sur-pression de broutage) à proximité des emplacements fixes d'agrainage/affouragement[1],[44],[45]. Depuis le milieu des années 1990, au moins trois études ont montré que paradoxalement, l'offre en aliments riches en énergie peut conduire les cervidés à accroître leur consommation de brout (abroutissement)[46],[1],[47],[48],[49]. « On ignore cependant si ces effets secondaires potentiels de l'agrainage sont détectables à des niveaux pertinents pour les aménagistes forestiers »[50].
- effet de « compétition d’agrainage entre lots de chasse voisins »[51] ;
- pillage par ces rongeurs  d'une partie des aliments apportés ;
- surpopulation de petits rongeurs  (souris, campagnols, rats, mulots, lérots…) autour des points d'agrainage, avec renforcement du nombre d'individus et de leur promiscuité, ce qui en l'absence de prédation et de sélection naturelle par les prédateurs favorise ensuite d'une part une compétition pour les glands entre sangliers et petits mammifères[52], et d'autre part l'apparition et la diffusion de certaines maladies transmissibles et de leurs vecteurs (tiques, puces, taons, moucherons et autres moustiques hématophages…), voire de maladies émergentes (la plupart étant de plus des zoonoses, c'est-à-dire transmissibles à l'Homme et/ou inversement) ; La souris à pattes blanches par exemple est en Amérique du Nord le principal réservoir forestier des borrélies responsables de la maladie de lyme, mais les souris sont également porteuses potentielles de certains virus grippaux, d'un hantavirus dangereux (cf. fièvre hémorragique avec syndrome rénal) ou encore du SARS-CoV-2 responsables de la COVID-19, tout comme certains de leurs prédateurs dans ce dernier cas (ex : vison, chat)[53] ;
- Effets potentiels de l'alimentation supplémentaire des cerfs sur la prédation des nids, cités par Cooper & Ginnett en 2000 (ex : L'agrainage du cerf de Virginie (Odocoileus virginianus) est de plus en plus populaire, notamment sur les terres privées, or cet agrainage profite aussi au ratons laveurs (Procyon lotor) et à des granivores, mais aussi à d'autres petits carnivores très attirés par les mangeoires de cerfs. Or ces animaux sont aussi des prédateurs potentiels d'oiseaux nichant au sol, pouvant eux-mêmes être aussi attirés par les céréales distribuées pour l'agrainage[54] ;
- dégâts aux cultures, en effet, certains de ces rongeurs peuvent à leur tour être responsables de dégâts aux cultures (campagnols notamment) ou de déprédations de graines ou racines de plants d'arbres.  Ces problèmes sont exacerbés quand l'agrainage est associé à des campagnes de piégeage des mustélidés ou à une chasse ou déterrage des renards, car la disparition de ces prédateurs encourage aussi la pullulation et la diffusion de maladies vectorielles par les rongeurs et leurs parasites (échinococcose alvéolaire, maladie de Lyme, ehrlichiose, babesiose, hantavirose, etc.).

L'une des deux grandes fonctions de l'agrainage est la prévention des dégâts du gibier.
Dans certaines régions très pauvres en forêt, des agrainoirs sont parfois installés en zone ouverte et dégagée :
- c'est exposer les oiseaux qui s'y nourrissent à leurs prédateurs ;
- c'est risquer d'y favoriser les rongeurs qui peuvent être des déprédateurs pour les cultures avoisinantes.

## Alternatives
La littérature cynégétique et scientifique citent notamment :
les cultures cynégétiques intraforestières, des plantations d'arbres à fruits et à graines, la création ou le maintien de « prairies à gibier » (fournissant un fourrage de plantes indigènes  fourrage et un abri pour les espèces en question (Briedermann 1986), de ronciers attrayants et de haute qualité tels (Rubus sp.) pour éviter que les chevreuils n'endommagent les jeunes arbres (Moser et al. 2006) ou le fait de laisser des champs non récoltés où les animaux peuvent aller se nourrir. 
15
cultivées de manière non intensive, sans engrais artificiels ni pesticides. Cependant, ce type d'alimentation consiste parfois malheureusement à planter des champs cultivés intensivement mais non récoltés de céréales, de maïs, de pommes de terre ou de Topinambur (Helianthus tuberosus) au milieu d'îlots boisés.

## Législation et perspectives règlementaires

### Europe
A la fin du XXe siècle et jusque dans les années 2010, offrir aux cervidés et sangliers une alimentation complémentaire était légal et courant dans de nombreux pays européens, dont en Belgique, en France, en Allemagne, en Hongrie, au Luxembourg, aux Pays-Bas, en Pologne, en Espagne, en Suède et en Suisse.

## France
Des arrêtés préfectoraux réglementent l'agrainage et l'affouragement du gibier, et parfois l'interdisent . 

L'ONF commence localement (via les règlements de baux de chasse) à interdire l'agrainage ponctuel et imposer de disperser le grain. Parallèlement, l'ONF est plus exigeant sur la réalisation des plans de chasse.
À la suite notamment du « plan sanglier » engagé en France en 2009, le CGEDD et le CGAAER (conseil général de l'alimentation de l'agriculture et des espaces ruraux), interrogés sur ce point ont formulé en 2012 10 recommandations de révision des politiques concernant ces dégâts , le CGEDD propose notamment de « prévenir le développement incontrôlé des dégâts : en interdisant l’agrainage sauf lorsqu’il est purement dissuasif et que sa nécessité a été démontrée (en ligne, inférieur à des densités maximales autorisées, effectué uniquement aux périodes de sensibilité des cultures) ». Ceci pourrait se faire en complétant l'article L425-5 du Code de l'environnement ou par une disposition règlementaire à créer.
Le nourrissage du grand-gibier (sauf l'agrainage dissuasif, à certains moments à certaines conditions, c'est-à-dire pour la protéger des cultures en période de sensibilité de celles-ci, hors saison de chasse) a été interdit en 2019 par la loi créant l’Office français de la biodiversité (OFB), en fonction de particularités locales ; 
- le nourrissage visant à concentrer des sangliers sur un territoire est interdit ;
- plus largement, l’agrainage du grand gibier est interdit (sauf dérogation administrative pour une agrainage dissuasif, au moment des semis des cultures dans les zones à risques)[60] ;
- l’affouragement du grand gibier est également interdit (sauf, avec une dérogation administrative, en cas d’évènements exceptionnels)[60] ;
- seul l'agrainage du petit gibier est autorisé, mais :

- uniquement en point fixe dans des dispositifs accessibles au petit gibier, et donc à condition d'être munies d'un dispositif anti-sangliers (ex : clôture électrique) ;
- uniquement dans une zone définie par le plan départemental de gestion cynégétique du sanglier (ex : « points noirs sangliers ») ;
- dans certaines zones à risque sanitaire, l'agrainage n'est en outre autorisé que s'il est mis en œuvre par des personnes ayant suivi une formation en biosécurité[61].

En 2022, des présidents de sociétés de chasse ont été poursuivis et mis à l'amande (2000 euros) pour des agrainages illégaux. Les chasseurs distribuant de la nourriture risquent aussi une amende, et tous risque le retrait de permis de chasse en cas de récidive
En Suisse et Allemagne, après avoir souvent recommandé l'agrainage, les autorités et conseillers cynégétiques ne le recommandent plus qu'avec prudence. 
Il reste néanmoins très pratiqué sur le terrain. En Wallonie, les conditions de nourrissage du grand gibier ont été précisées en 2021.